# Monilobracon suspiciosus
Monilobracon suspiciosus är en stekelart som först beskrevs av Smith 1858.  Monilobracon suspiciosus ingår i släktet Monilobracon och familjen bracksteklar. Inga underarter finns listade i Catalogue of Life.